# Nume comun
În biologie, un nume comun al unui taxon sau organism (cunoscut și ca nume popular, nume englezesc,  nume colocvial, nume de țară, nume popular sau numele fermierului) este un nume care se bazează pe limbajul normal al vieții de zi cu zi; și este adesea în contrast cu numele științific pentru același organism, care este latinizat. Un nume comun este uneori folosit frecvent, dar nu este întotdeauna cazul.
În chimie, IUPAC definește un nume comun ca unul care, deși definește fără ambiguitate o substanță chimică, nu urmează convenția actuală denumire sistematică, cum ar fi acetona, în mod sistematic 2-propanona, în timp ce un nume vernacular descrie unul folosit într-un laborator, comerț sau industrie care nu descrie fără ambiguitate o singură substanță chimică, cum ar fi sulfatul de cupru, care se poate referi fie la sulfat de cupru (I) fie la cupru. (II) sulfat.
Uneori, denumirile comune sunt create de autorități pe un anumit subiect, în încercarea de a face posibil ca membrii publicului larg (inclusiv părți interesate precum pescarii, fermierii etc.) să se poată referi la o anumită specie de organism fără trebuind să poată reține sau pronunța numele științific latinizat. Crearea unei liste „oficiale” de nume comune poate fi, de asemenea, o încercare de standardizare a utilizării denumirilor comune, care uneori poate varia foarte mult între o parte a unei țări și alta, precum și între o țară și o altă țară, chiar dacă se vorbeste aceeasi limba in ambele locuri.

### Citate
1. ↑  Kruckeberg, Arthur (1991). The Natural History of Puget Sound Country – Appendix I: The naming of plants and animals. Seattle: University of Washington Press. ISBN 978-0-295-97477-4.
2. ↑  „The Differences Between Types of Chemical Names”. Accesat în 21 august 2022.
3. ↑  List of standardised Australian fish names – November 2004 Draft Arhivat în 3 mai 2016, la Wayback Machine.. CSIRO